# Entrée des artistes
Pour plus de détails, voir Fiche technique et Distribution.
Entrée des artistes est un film français réalisé par Marc Allégret, sorti en 1938. Avec Louis Jouvet, Claude Dauphin, Odette Joyeux, Janine Darcey et entre autres Bernard Blier, sur des dialogues d'Henri Jeanson.

## Synopsis
François, Cœcilia et Isabelle sont élèves de la classe d'art dramatique du conservatoire que dirige le professeur Lambertin. François est amoureux d'Isabelle qui l'aime également. Il est poursuivi par Cœcilia, son ancienne maîtresse.

## Fiche technique
- Titre : Entrée des artistes
- Réalisation : Marc Allégret
- Assistants-réalisateurs : 1) Jean Huet, 2) Louis Gendre
- Scénario : Henri Jeanson et André Cayatte / Dialogues : Henri Jeanson
- Scripte : Madeleine Lefèvre
- Musique : Georges Auric (Éditions musicales : Éditions Choudens)
- Décors : Alexandre Trauner et Jacques Krauss
- Photographie : Christian Matras
- Cadreur : Robert Juillard
- Assistants-opérateurs : 1) Ernest Bourreaud / 2) Robert Bontemps
- Son : Georges Leblond
- Montage : Yvonne Martin
- Maquillage : Joseph Mejinsky
- Régisseur général : Lucien Pinoteau
- Régisseur de plateau : Louis Demasure
- Photographes de plateau : Henri Pecqueux, Roger Kahan
- Directeur de production : Georges Jouanne
- Administrateur : Robert Vernay
- Production : Arys Nissoti, Pierre O'Connell
- Société de production : Régina Films
- Société de distribution : Filmsonor Marceau / en vidéo : René Chateau Distribution
- Tournage du 1er juillet au 5 août 1938 dans les studios Filmsonor d'Épinay-sur-Seine
- Pays de production :  France
- Langue originale : français
- Format : Noir et blanc - 35 mm — 1,37:1 - Son Mono
- Genre : Comédie dramatique
- Durée : 99 minutes
- Visa de censuré N° 58747
- Date de sortie : France, 6 octobre 1938
- Affiche : Jacques Bonneaud (France)

## Distribution
- Claude Dauphin : François Polti
- Janine Darcey : Isabelle Didier
- Odette Joyeux : Cœcilia Prieur
- Louis Jouvet : Lambertin, professeur au Conservatoire
- André Brunot : M. Grenaison, l'oncle d'Isabelle
- Julien Carette : Lurette
- Marcel Dalio : le juge d'instruction
- Roger Blin : Dominique
- Bernard Blier : Pescani
- Yves Brainville : Sylvestre
- André Roussin : Giflard
- Michel Vitold : Gabriel
- Mady Made : Denise
- Nina Sinclair : Gisèle
- Madeleine Geoffroy : Fernande Grenaison
- Gaby Andreu : Mireille
- Paula Dehelly : Micheline (non créditée)
- Madeleine Lambert : Élisabeth Prieur
- Sylvie : Clémence
- Babita Sauren : Nora Storm
- Robert Pizani : Jérôme
- Paul Escoffier : le directeur du conservatoire (non crédité)
- Henri Busquet : l'appariteur
- Georges Pally : Marty, le patron du café
- Denise Berley : une élève du Conservatoire
- Hélène Dassonville : une élève du Conservatoire
- Anita Daene : une élève du Conservatoire
- Sanda Dancovici : une élève du Conservatoire
- Roland Piétri : un élève du Conservatoire
- Dennery : un élève du Conservatoire.
- Odette Talazac : une sociétaire
- Noël Roquevert : Pignolet, un vigile
- Marcel Lupovici : un tragédien
- Gabrielle Fontan : une mère provinciale
- Robert Moor : Albert, le concierge
- Made Siamé : une mère
- Marcelle Monthil : la chaisière du parc
- Albert Broquin : le crieur de journaux
- Titys : l'huissier du juge
- Paul Delauzac : un ami d'Élisabeth
- Paul Marcel : le maître d'hôtel
- Alfred Pasquali : doublure de Marcel Dalio dans la version « aryanisée »

Autres élèves du Conservatoire
- Josette Daydé
- Dora Doll
- Louise Fouquet (Lola Mouloudji)
- Jacques Jansen
- Monique Mélinand
- Sylvie Deniau
- Wanda Kérien
- Jacqueline Marsan
- Jacqueline Ravel
- Jacqueline Valois
- Anita Vangué
- Tony Jacquot

## Autour du film
- Pendant l'Occupation, on[Qui ?] prend soin de retourner toutes les scènes où apparaît le personnage du juge d'instruction en les faisant rejouer par un acteur « aryen », Alfred Pasquali, tout en conservant la voix de Marcel Dalio sur la bande-son ; cette version du film sort en juillet 1944[1],[2].
- Une scène célèbre du film est celle où Louis Jouvet fait une visite à la blanchisserie appartenant à la famille d'une de ses élèves. Il dit son mépris à ces gens bien-pensants qui désapprouvent la passion de leur nièce pour le théâtre. Une autre montre Jouvet faisant répéter plusieurs fois à Blier « Adieu Gilberte ».
- Le film de 1957 Les étoiles ne meurent jamais de Max de Vaucorbeil comporte une scène d'Entrée des artistes.